# Sartoris
Sartoris – powieść autorstwa Williama Faulknera, wydana w 1929 roku. Pierwszy tom cyklu Wina i odkupienie.

## Historia powstania i wydanie
Pierwotnie powieść miała nosić tytuł Flags in the Dust, jednak została ona odrzucona przez dotychczasowego wydawcę Faulknera - Horace'a Liverighta. Wydania podjęło się wydawnictwo Harcourt, Brace & Company, jednak warunkiem było wprowadzenie znacznych skrótów w powieści, na co Faulkner się zgodził, zmieniając jednocześnie tytuł na Sartoris.
Równocześnie z Sartoris Faulkner tworzył także inną powieść - Wściekłość i wrzask.